# Bárány-Zeigeversuch
Der Bárány-Zeigeversuch (nach Róbert Bárány) ist ein Schritt in der klinischen Untersuchung des Nervensystems, mit dem die Zielbewegungen der oberen Extremitäten als Teil der Koordinationstests überprüft werden.

## Durchführung
Der Untersuchte zeigt mit dem Finger bei ausgestrecktem Arm und offenen Augen von oben auf den vor ihn gehaltenen Finger des Untersuchers. Anschließend wird der Test bei geschlossenen Augen wiederholt.

## Ergebnisse
Krankhaft ist die Abweichung in der Vertikale, diese weist auf eine vestibuläre Störung, eine Störung der gleichseitigen Kleinhirnseite oder des Hirnstamms hin.